# I liga polska w piłce nożnej (2006/2007)
I Liga w piłce nożnej 2006/2007 – 73. edycja najważniejszych rozgrywek piłkarskich w Polsce. Rozgrywki prowadzone i zarządzane były przez Ekstraklasę SA. Sponsorem tytularnym rozgrywek była po raz drugi telefonia komórkowa Orange, stąd nazwa rozgrywek – Orange Ekstraklasa. Po raz pierwszy w polskiej piłce rozgrywki prowadzone były przez ligę zawodową.

## Informacje
- Mistrz Polski: Zagłębie Lubin
- Wicemistrz Polski: GKS Bełchatów
- Zdobywca Pucharu Polski: Dyskobolia Grodzisk Wielkopolski
- Zdobywca Pucharu Ekstraklasy: Dyskobolia Grodzisk Wielkopolski
- Zdobywca Superpucharu Polski: Zagłębie Lubin
- Spadek z I ligi[1]: Arka Gdynia, Górnik Łęczna, Pogoń Szczecin, Wisła Płock
- start w eliminacjach Ligi Mistrzów: Zagłębie Lubin
- start w Pucharze UEFA: Dyskobolia Grodzisk Wielkopolski, GKS Bełchatów
- start w Pucharze Intertoto: Legia Warszawa

## Drużyny
| Uczestnicy poprzedniej edycji                                                                                 | Uczestnicy poprzedniej edycji    | Uczestnicy poprzedniej edycji | Uczestnicy poprzedniej edycji |
| --- | -------------------------------- | ----------------------------- | ----------------------------- |
| LEG | Legia Warszawa                   | 1                             |                               |
| WKR | Wisła Kraków                     | 2                             |                               |
| ZLU | Zagłębie Lubin                   | 3                             |                               |
| AMI | Amica Wronki                     | 4                             |                               |
| KOR | Korona Kielce                    | 5                             |                               |
| ODR | Odra Wodzisław Śląski            | 6                             |                               |
| DSK | Dyskobolia Grodzisk Wielkopolski | 7                             |                               |
| BEŁ | GKS Bełchatów                    | 8                             |                               |
| CRA | Cracovia                         | 9                             |                               |
| POG | Pogoń Szczecin                   | 10                            |                               |
| WPŁ | Wisła Płock                      | 11                            |                               |
| GKŁ | Górnik Łęczna                    | 12                            |                               |
| GZA | Górnik Zabrze                    | 13                            |                               |
| LPO | Lech Poznań                      | 16                            |                               |
| po barażach                                                                                                   |                                  |                               |                               |
| ARK | Arka Gdynia                      | 14                            |                               |
| Awans z II ligi 2005/2006                                                                                     |                                  |                               |                               |
| WID | Widzew Łódź                      | 1                             |                               |
| ŁKS | ŁKS Łódź                         | 2                             |                               |
| Oznaczenia: - kolumna pierwsza – skróty nazw drużyn, - kolumna trzecia – miejsce zajęte w poprzednim sezonie. |                                  |                               |                               |

17 lipca 2006 na posiedzeniu Komisji ds. Licencji Klubowych I Ligi (pierwsza instancja licencyjna) jej członkowie podjęli decyzję o nieprzyznaniu takiej licencji Łódzkiemu Klubowi Sportowemu ze względu na niespełnianie wymogów infrastrukturalnych – stadion ŁKS-u nie spełniał norm UEFA: brakowało mu zadaszonej trybuny na minimum 1000 miejsc i sprawnego oświetlenia. Wstrzymano się również z decyzją o przyznaniu licencji dla drużyny drugiego beniaminka – Widzewa Łódź, do czasu uzyskania licencji trenerskiej przez szkoleniowca Widzewa Michała Probierza.
W dniu 20 lipca 2006 Komisja Odwoławcza ds. Licencji uwzględniła odwołanie ŁKS Łódź i wydała mu licencję na grę w Orange Ekstraklasie w sezonie 2006/2007. ŁKS przedstawił umowę umożliwiającą grę na stadionie GKS Bełchatów do czasu dostosowania własnego obiektu do wymogów licencyjnych, co było warunkiem przyznania takowej licencji. Ostatecznie Komisja ds. Licencji wyraziła zgodę na rozgrywanie spotkań przez klub na własnym stadionie w sezonie 2006/2007. Obiekt klubowy spełnił zalecenia eksperta ds. infrastruktury – wykonano zadaszenie i poprawiono jakość oświetlenia.

## Tabela
| Lp. | Drużyna            | M  | Z  | R  | P  | B+ | B- | +/– | Pkt | Kwalifikacja lub spadek                      |
| --- | ------------------ | -- | -- | -- | -- | -- | -- | --- | --- | -------------------------------------------- |
| 1   | Zagłębie Lubin (M) | 30 | 18 | 8  | 4  | 57 | 29 | +28 | 62  | Liga Mistrzów UEFA • II runda kwalifikacyjna |
| 2   | GKS Bełchatów      | 30 | 19 | 4  | 7  | 63 | 32 | +31 | 61  | Puchar UEFA • I runda kwalifikacyjna         |
| 3   | Legia Warszawa     | 30 | 16 | 4  | 10 | 53 | 33 | +20 | 52  | Puchar Intertoto UEFA • II runda             |
| 4   | Cracovia           | 30 | 14 | 7  | 9  | 48 | 41 | +7  | 49  |                                              |
| 5   | Dyskobolia (P)     | 30 | 11 | 15 | 4  | 40 | 26 | +14 | 48  | Puchar UEFA • I runda kwalifikacyjna         |
| 6   | Lech Poznań        | 30 | 12 | 11 | 7  | 53 | 36 | +17 | 47  |                                              |
| 7   | Korona Kielce      | 30 | 14 | 5  | 11 | 41 | 34 | +7  | 47  |                                              |
| 8   | Wisła Kraków       | 30 | 10 | 16 | 4  | 41 | 25 | +16 | 46  |                                              |
| 9   | ŁKS Łódź           | 30 | 10 | 11 | 9  | 31 | 30 | +1  | 41  |                                              |
| 10  | Odra Wodzisław     | 30 | 10 | 10 | 10 | 29 | 36 | −7  | 40  |                                              |
| 11  | Arka Gdynia (S)    | 30 | 10 | 10 | 10 | 43 | 39 | +4  | 40  | Spadek do II ligi                            |
| 12  | Widzew Łódź        | 30 | 7  | 7  | 16 | 27 | 48 | −21 | 28  |                                              |
| 13  | Górnik Łęczna (S)  | 30 | 7  | 5  | 18 | 24 | 64 | −40 | 26  | Spadek do III ligi                           |
| 14  | Górnik Zabrze      | 30 | 6  | 7  | 17 | 30 | 51 | −21 | 25  |                                              |
| 15  | Wisła Płock (S)    | 30 | 4  | 11 | 15 | 20 | 47 | −27 | 23  | Spadek do II ligi                            |
| 16  | Pogoń Szczecin (S) | 30 | 3  | 7  | 20 | 24 | 53 | −29 | 16  | Spadek do IV ligi                            |

1. ↑  ⇒ W związku z dodatkową degradacją Arki Gdynia i Górnika Łęczna zespół z 14. miejsca nie rozgrywał barażu o utrzymanie w I lidze.

⇒ Arka Gdynia została karnie zdegradowana do II ligi za udział w korupcji.

⇒ Górnik Łęczna został karnie zdegradowany do III ligi za udział w korupcji.

⇒ Pogoń Szczecin po sezonie została rozwiązana i zaczęła rozgrywki w nowym od IV ligi.
2. 1 2  Mecze bezpośrednie: Lech Poznań 4 pkt., Korona Kielce 1 pkt.
3. 1 2  Mecze bezpośrednie: Odra Wodzisław 4 pkt., Arka Gdynia 1 pkt.

## Wyniki
| Gospodarz \ Gość | ARK | CRA | BEŁ | GKŁ | GÓR | DSK | KOR | LPO | LEG | ŁKS | ODR | POG | WID | WKR | WPŁ | ZLU |
| ---------------- | --- | --- | --- | --- | --- | --- | --- | --- | --- | --- | --- | --- | --- | --- | --- | --- |
| Arka Gdynia      |     | 4–2 | 1–3 | 5–1 | 3–0 | 2–4 | 0–3 | 3–1 | 1–1 | 0–0 | 0–1 | 2–0 | 3–0 | 0–0 | 4–1 | 3–0 |
| Cracovia         | 1–1 |     | 2–1 | 5–0 | 3–1 | 1–1 | 1–0 | 3–0 | 0–0 | 1–1 | 1–0 | 1–0 | 2–1 | 0–0 | 2–2 | 2–4 |
| GKS Bełchatów    | 2–2 | 2–1 |     | 6–0 | 3–1 | 1–0 | 3–2 | 0–0 | 3–1 | 1–2 | 5–1 | 1–0 | 1–0 | 1–2 | 2–1 | 3–1 |
| Górnik Łęczna    | 1–0 | 1–0 | 1–3 |     | 0–2 | 1–3 | 1–3 | 0–3 | 1–2 | 0–1 | 2–0 | 3–2 | 1–5 | 1–1 | 0–0 | 2–1 |
| Górnik Zabrze    | 2–0 | 1–5 | 0–4 | 2–0 |     | 2–3 | 0–0 | 1–2 | 1–0 | 1–1 | 2–2 | 0–3 | 0–3 | 0–4 | 2–0 | 0–3 |
| Dyskobolia       | 2–1 | 0–0 | 1–1 | 1–1 | 2–0 |     | 1–0 | 1–0 | 1–1 | 2–0 | 1–1 | 3–1 | 0–0 | 2–2 | 1–1 | 0–0 |
| Korona Kielce    | 1–0 | 1–2 | 5–3 | 2–0 | 4–2 | 2–0 |     | 2–2 | 3–1 | 1–0 | 0–1 | 2–1 | 3–0 | 0–0 | 0–0 | 1–2 |
| Lech Poznań      | 1–1 | 3–4 | 1–1 | 1–0 | 2–0 | 2–2 | 3–0 |     | 3–1 | 4–0 | 0–0 | 3–0 | 6–1 | 3–3 | 3–2 | 0–2 |
| Legia Warszawa   | 3–0 | 3–1 | 1–2 | 5–0 | 3–2 | 0–1 | 3–0 | 3–2 |     | 2–1 | 2–0 | 3–1 | 2–0 | 1–1 | 5–0 | 1–2 |
| ŁKS Łódź         | 0–1 | 2–1 | 0–1 | 0–0 | 2–0 | 1–1 | 2–1 | 1–2 | 2–1 |     | 1–1 | 4–0 | 0–0 | 2–1 | 0–0 | 2–2 |
| Odra Wodzisław   | 1–1 | 0–1 | 1–0 | 2–1 | 0–0 | 0–0 | 1–2 | 0–0 | 1–2 | 1–2 |     | 2–2 | 3–0 | 2–1 | 1–0 | 1–0 |
| Pogoń Szczecin   | 0–0 | 0–2 | 0–2 | 3–0 | 0–0 | 1–1 | 1–1 | 1–3 | 0–1 | 0–1 | 1–3 |     | 0–1 | 1–1 | 1–2 | 1–3 |
| Widzew Łódź      | 1–1 | 1–3 | 0–3 | 1–0 | 3–0 | 2–1 | 0–1 | 3–2 | 0–1 | 2–1 | 1–2 | 0–1 |     | 0–0 | 0–0 | 0–2 |
| Wisła Kraków     | 2–2 | 3–0 | 2–4 | 2–1 | 1–0 | 0–4 | 2–0 | 0–0 | 3–1 | 0–0 | 6–0 | 0–0 | 2–0 |     | 2–0 | 0–0 |
| Wisła Płock      | 1–0 | 0–2 | 0–4 | 0–1 | 0–1 | 0–0 | 0–1 | 1–1 | 0–3 | 2–1 | 1–1 | 2–1 | 2–2 | 0–0 |     | 0–2 |
| Zagłębie Lubin   | 6–0 | 4–3 | 2–1 | 1–1 | 1–1 | 2–1 | 2–0 | 0–0 | 1–0 | 1–1 | 1–0 | 6–2 | 4–2 | 0–0 | 2–1 |     |

## Sędziowie
Sędziowie Orange Ekstraklasy w sezonie 2006/2007:
| - Zdzisław Bakaluk (Warmińsko-Mazurski ZPN) - Łukasz Bartosik (Małopolski ZPN) - Marcin Borski (Mazowiecki ZPN) - Paweł Gil (Lubelski ZPN) - Grzegorz Gilewski (Mazowiecki ZPN) - Jacek Granat (Mazowiecki ZPN) - Adam Kajzer (Podkarpacki ZPN) | - Robert Małek (Śląski ZPN) - Marek Mikołajewski (Mazowiecki ZPN) - Tomasz Mikulski (Lubelski ZPN) - Mariusz Podgórski (Dolnośląski ZPN) - Marek Ryżek*) (Wielkopolski ZPN) - Piotr Siedlecki*) (Zachodniopomorski ZPN) - Hubert Siejewicz (Podlaski ZPN) | - Krzysztof Słupik*) (Małopolski ZPN) - Marcin Szulc (Mazowiecki ZPN) - Artur Szydłowski (Małopolski ZPN) - Robert Werder*) (Mazowiecki ZPN) - Tomasz Witkowski*) (Mazowiecki ZPN) - Jarosław Żyro (Kujawsko-Pomorski ZPN) |

*) arbitrzy zatrzymani lub odsunięci w trakcie sezonu od prowadzenia spotkań i zawieszeni w prawach sędziego na skutek sankcji dyscyplinarnych nałożonych ze względu na ich domniemany udział w aferze korupcyjnej
Pod koniec sezonu z powodu braków kadrowych do arbitrów OE dołączyli II-ligowi sędziowie:
| - Piotr Aleksandrowicz (Mazowiecki ZPN) - Leszek Gawron (Podkarpacki ZPN) - Mirosław Górecki (Śląski ZPN) - Włodzimierz Milczarek (Łódzki ZPN) - Piotr Pielak (Mazowiecki ZPN) - Marcin Wróbel (Mazowiecki ZPN) |

## Stadiony
| Lp. | Miasto                | Stadion                             | Klub                             | Pojemność | Zdjęcie |
| --- | --------------------- | ----------------------------------- | -------------------------------- | --------- | ------- |
| 1   | Bełchatów             | Stadion GKS                         | GKS Bełchatów                    | 5 238     |         |
| 2   | Gdynia                | Stadion GOSiR                       | Arka Gdynia                      | 15 139    |         |
| 3   | Grodzisk Wielkopolski | Stadion Dyskobolii                  | Dyskobolia Grodzisk Wielkopolski | 6 tys.    |         |
| 4   | Kielce                | Stadion Miejski                     | Korona Kielce                    | 15,5 tys. |         |
| 5   | Kraków                | Stadion Cracovii                    | Cracovia                         | 6,5 tys.  |         |
| 6   | Kraków                | Stadion Miejski im. Henryka Reymana | Wisła Kraków                     | 15 577    |         |
| 7   | Łęczna                | Stadion Górnika Łęczna              | Górnik Łęczna                    | 7,2 tys.  |         |
| 8   | Lubin                 | Stadion Zagłębia (nieistniejący)    | Zagłębie Lubin                   | 7,3 tys.  |         |
| 9   | Łódź                  | Stadion MOSiR                       | ŁKS Łódź                         | 12 160    |         |
| 10  | Łódź                  | Stadion Widzewa                     | Widzew Łódź                      | 10,5 tys. |         |
| 11  | Płock                 | Stadion im. Kazimierza Górskiego    | Wisła Płock                      | 10 978    |         |
| 12  | Poznań                | Stadion Miejski                     | Lech Poznań                      | 24 166    |         |
| 13  | Szczecin              | Stadion Miejski                     | Pogoń Szczecin                   | 18 027    |         |
| 14  | Warszawa              | Stadion Wojska Polskiego            | Legia Warszawa                   | 13 628    |         |
| 15  | Wodzisław Śląski      | Stadion Aleja                       | Odra Wodzisław Śląski            | 6 620     |         |
| 16  | Zabrze                | Stadion im. Ernesta Pohla           | Górnik Zabrze                    | 17 tys.   |         |

## Rozgrywki
W tym sezonie drużyny miały do rozegrania 30 kolejek ligowych po 8 meczów (razem 240 spotkań) w dwóch rundach: jesiennej i wiosennej. Inauguracja rozgrywek miała miejsce w Łodzi, 28 lipca 2006 o godz. 20:00. Było to spotkanie Widzew Łódź – Dyskobolia Grodzisk Wlkp. 2:1 (1:1). Ostatnia kolejka spotkań OE rozegrana została 26 maja 2007 o godz. 18:00.
Tytuł mistrzowski premiowany udziałem w eliminacjach do fazy grupowej Ligi Mistrzów zdobyło Zagłębie Lubin. Drugi, z prawem do gry w eliminacjach Pucharu UEFA, uplasował się GKS Bełchatów, a trzecia była broniąca tytułu Legia Warszawa, co dało jej prawo do występu w Pucharze Intertoto
Już po przedostatniej (29.) kolejce okazało się, że Orange Ekstraklasę opuszczą:
- sklasyfikowana na ostatnim 16. miejscu Pogoń Szczecin
- zajmująca pozycję 15. Wisła Płock

oraz Arka Gdynia i Górnik Łęczna ukarane za udział w aferze korupcyjnej.

### Afera korupcyjna
22 marca 2007 Wydział Dyscypliny PZPN podjął decyzję objętą rygorem natychmiastowej wykonalności o miesięcznym zawieszeniu Arki Gdynia w rozgrywkach organizowanych przez PZPN w związku z uwikłaniem klubu w aferę korupcyjną. Tydzień później, 29 marca, WD identyczną sankcją objął zespół Górnika Łęczna.
Decyzją WD PZPN z 12 kwietnia 2007 roku Górnik Łęczna został zdegradowany „o dwie klasy rozgrywek”, musi zapłacić karę 270 tysięcy złotych a rozgrywki rozpocznie z dziesięcioma punktami ujemnymi – decyzja ta jest nieprawomocna, klub ma prawo złożyć od niej odwołanie do wyższych instancji związkowych. Arka Gdynia została zdegradowana „o jedną klasę rozgrywek”, musi zapłacić karę 200 tysięcy złotych a następny sezon rozpocznie z pięcioma ujemnymi punktami. Kary dla obu klubów wejdą w życie po zakończeniu obecnego sezonu.

Jednocześnie podjęto decyzję o uchyleniu zawieszenia i przywrócono tym klubom możliwość uczestniczenia w rozgrywkach Orange Ekstraklasy.
Tego samego dnia Komisja Ligi Ekstraklasy SA (KL) zgodnie z regulaminami PZPN i rozgrywek OE wydała decyzje o zweryfikowaniu nierozegranych w okresie zawieszenia meczów Górnika z Wisłą Płock i Arki z Widzewem jako walkowerów na niekorzyść drużyn zawieszonych. Decyzje te są jeszcze nieprawomocne a klubom przysługuje prawo złożenia odwołania do Komisji Odwoławczej PZPN. Wcześniej, 5 kwietnia, KL zweryfikowała wynik nierozegranego meczu Arka Gdynia – Górnik Łęczna jako obustronny walkower, co oznacza, że żadnej z tych drużyn nie dodaje się punktów, natomiast dopisuje się po trzy stracone bramki.
25 kwietnia 2007 Komisja Odwoławcza PZPN (KO) uchyliła decyzję WD PZPN o zawieszeniu Arki Gdynia i Górnika Łęczna. W związku z tym, moc prawną utraciła również decyzja o przyznanych walkowerach w spotkaniach z udziałem tych drużyn i KL Ekstraklasy SA wyznaczyła nowe terminy spotkań w Orange Ekstraklasie.
25 maja 2007 zarząd Arki i 29 maja zarząd Górnika złożyły do KO PZPN odwołania od decyzji WD PZPN nakładającej na kluby kary degradacji, finansowe oraz odjęcia punktów w następnym sezonie. 31 maja WD zadecydował o nierozpatrywaniu odwołania Arki oraz o niekierowaniu tej sprawy do Piłkarskiego Trybunału Arbitrażowego (organu, który według nowego statutu PZPN zastąpi w kompetencjach rozwiązaną Komisję Odwoławczą) ze względu na fakt, że klub dobrowolnie poddał się wymierzonej przez WD karze.

### Nowelizacja przepisów
14 lipca 2006 na wniosek prezesa zarządu Ekstraklasy SA prezydium PZPN zatwierdziło nowy regulamin rozgrywek. Nowy regulamin obejmuje jedynie rozgrywki zawodowej Orange Ekstraklasy (poprzednie przepisy dotyczyły rozgrywek zarówno I, jak i II ligi). Nowelizacja miała na celu uzyskanie większej niezależności ligi od PZPN. Według nowych przepisów całością spraw związanych z rozgrywkami zajmować będą się jedynie wydzielone organy Ekstraklasy SA:
- Departament Logistyki Rozgrywek
- Komisja Ligi

Zgodnie z wytycznymi FIFA do PZPNu należeć będą tylko sprawy związane z sędziowaniem spotkań.
Według nowych przepisów Komisja Ligi może anulować pokazane na boisku kartki bądź odstąpić od wymierzania kary będącej konsekwencją ich otrzymania, jeśli uzna, że zakwestionowana kartka pokazana była niesłusznie.
Poza tym największe zmiany objęły zasady uprawniania zawodników. Począwszy od lipca 2006, każdy z klubów OE będzie mógł zgłaszać do rozgrywek „listę A” kadry obejmującą 25 zawodników, z których min. ośmiu musi posiadać obywatelstwo polskie i co najmniej dwóch musi być wychowankami klubu a kolejnych min. sześciu musi być szkolonych w polskich klubach między 15. a 17. rokiem życia i grać w naszej lidze minimum trzy lata. „Lista A” będzie mogła być uzupełniona jedynie piłkarzami urodzonymi po 1 stycznia 1985 umieszczonymi na tzw. „liście B”
Modyfikacji poddano także przepisy transferowe – w ciągu jednego sezonu rozgrywkowego piłkarz będzie mógł być zarejestrowany maksymalnie w trzech klubach, ale zagrać może jedynie w dwóch.
Począwszy od 1 marca 2007 roku wszystkie mecze Orange Ekstraklasy będą musiały odbywać się na boiskach z podgrzewaną murawą.
Drobniejsze zmiany dotyczą m.in. zakazu palenia tytoniu na ławkach rezerwowych, stałych numerów zawodników i obowiązkowego umieszczenia nazwiska zawodnika na koszulce czy sposobu i dozwolonych miejsc na umieszczenie reklam na strojach zawodników, a także obowiązku organizowania konferencji prasowych w ściśle określonym czasie 15 minut po zakończeniu spotkań oraz obowiązkowego i zalecanego udziału w nich przez poszczególne osoby spośród zawodników i sztabów szkoleniowych.

#### Zmiany w regulaminie w trakcie rozgrywek
Według obowiązujących od początku sezonu przepisów, niezależnie od drużyn opuszczających OE w związku z pozycją w tabeli końcowej, z I ligi kluby mogły zostać relegowane dyscyplinarnie za udział w aferze korupcyjnej.
Podczas zjazdu statutowego PZPN 12 kwietnia 2007 postanowiono, że zdegradowane przez Wydział Dyscypliny PZPN za udział w aferze korupcyjnej kluby zostaną przesunięte na koniec sezonu na ostatnie miejsca w tabeli. Zmiany te wywołały protesty zarówno przedstawicieli stacji Canal+ – właściciela praw do transmisji telewizyjnych meczów Orange Ekstraklasy, jak i zarządzającej rozgrywkami Ekstraklasy SA, jako niepraktykowane w świecie zmiany reguł gry w trakcie ich trwania oraz wpływające negatywnie na atrakcyjność rozgrywek, zwłaszcza wśród drużyn walczących o utrzymanie się w lidze. Już następnego dnia minister sportu Tomasz Lipiec uznał powyższą zmianę regulaminu rozgrywek za wysoce niesportową i zapowiedział możliwość zawieszenia jej wykonania. Rozwiązanie takie za głęboko niemoralne uznał także przewodniczący Wydziału Dyscypliny PZPN Michał Tomczak. W odpowiedzi na zarzuty wiceprezes PZPN Eugeniusz Kolator stwierdził, że brak jest podstaw prawnych do jej zawieszenia oraz że uważa ją za niepodważalną.
27 kwietnia 2007 minister Lipiec podjął decyzję o zawieszeniu uchwały Nadzwyczajnego Walnego Zgromadzenia Statutowego PZPN wprowadzającego powyższą zmianę do regulaminu rozgrywek. Zdaniem ministra była ona niezgodna ze statutem Związku. Decyzja ta zobowiązywała PZPN do uchylenia rzeczonej uchwały w ciągu 60 dni od daty otrzymania dokumentu.
10 maja 2007 Zarząd PZPN podjął uchwałę ustalającą zasady spadków i awansów na koniec sezonu bieżącego i następnych. Zgodnie z tą uchwałą OE opuszczą zespoły zajmujące po zakończeniu sezonu dwa ostatnie miejsca zaś zespół sklasyfikowany na pozycji 14. rozegra baraże z trzecią drużyną II ligi. Niezależnie od tego OE opuszczą zespoły ukarane dyscyplinarnie. W przypadku, gdy co najmniej jedna z relegowanych dyscyplinarnie drużyn zajmie miejsce powyżej 15., baraży nie będzie się rozgrywać a awans z drugiej ligi (według kolejności w tabeli na koniec sezonu) uzyska tyle drużyn, by uzupełnić do 16 liczbę zespołów występujących w OE w następnym sezonie.

## Statystyka

### Najlepsi strzelcy
| Gole | Strzelcy            | Drużyna                       |
| ---- | ------------------- | ----------------------------- |
| 15   | Piotr Reiss         | Lech Poznań                   |
| 12   | Michał Chałbiński   | Zagłębie Lubin                |
| 12   | Adrian Sikora       | Groclin Grodzisk Wielkopolski |
| 11   | Łukasz Piszczek     | Zagłębie Lubin                |
| 10   | Tomasz Moskała      | Cracovia                      |
| 10   | Piotr Włodarczyk    | Legia Warszawa                |
| 10   | Zbigniew Zakrzewski | Lech Poznań                   |

### Najlepsi asystenci
|    | Zawodnik             | Drużyna                 |
| -- | -------------------- | ----------------------- |
| 17 | Maciej Iwański       | Zagłębie Lubin          |
| 13 | Łukasz Garguła       | BOT GKS Bełchatów       |
| 13 | Piotr Reiss          | Lech Poznań             |
| 11 | Marcin Bojarski      | Cracovia                |
| 10 | Wojciech Łobodziński | Zagłębie Lubin          |
| 8  | Miroslav Radović     | Legia Warszawa          |
| 8  | Marek Zieńczuk       | Wisła Kraków            |
| 8  | Jan Woś              | Odra Wodzisław Śląski   |
| 7  | Grzegorz Bonin       | Kolporter Korona Kielce |
| 7  | Adrian Budka         | Widzew Łódź             |
| 7  | Édson                | Legia Warszawa          |
| 7  | Maciej Kowalczyk     | Kolporter Korona Kielce |
| 7  | Jean Paulista        | Wisła Kraków            |

Źródło: 

### Ogólne
- W 239 meczach 30. kolejek zdobyto 621 goli (2,598 bramki na mecz), w tym:
  - 22 bramki samobójcze,
  - 21 bramek z rzutów karnych.
- 170 z rozegranych spotkań (71,13%) zakończyło się wynikiem rozstrzygającym i zanotowano 69 remisów (28,87%). Jedno spotkanie zweryfikowano jako walkower – Widzew Łódź nie stawił się w Gdyni na zaległy mecz 20. kolejki z Arką.

### Bramki
- Pierwsza bramka nowego sezonu padła 28 lipca 2006 (1. kolejka) w 7. minucie meczu Widzew – Dyskobolia. Jej zdobywcą był Piotr Rocki, zawodnik Dyskobolii.
- Najszybciej strzelona bramka padła 16 września 2006 (7. kolejka) w 37. sekundzie meczu Dyskobolia – GKS Bełchatów. Jej zdobywcą (bramka samobójcza) był Dariusz Pietrasiak, zawodnik GKS-u.
- Najpóźniej strzelona bramka padła 15 września 2006 (7. kolejka) w 95m33s spotkania Cracovia – ŁKS. Jej strzelcem był Tomasz Hajto, zawodnik ŁKS-u.
- Najszybciej zdobytą bramką samobójczą była bramka z 37. sekundy meczu 7. kolejki Dyskobolia – GKS Bełchatów. Jej zdobywcą był Dariusz Pietrasiak, zawodnik GKS-u. Drugą w kolejności najszybszą bramką samobójczą był gol w wykonaniu Pawła Magdonia (także gracza klubu z Bełchatowa) strzelony do własnej bramki 18 maja 2007 na stadionie w Kielcach w 39. sekundzie meczu 28. kolejki przeciwko Koronie.
- Drużynami, które zdobyły najwięcej bramek samobójczych (3) były ekipy:
  - Lecha
  - Górnika Łęczna
- Bramki samobójcze zdobywali gracze niemal wszystkich drużyn OE,
- Pierwszą bramką samobójczą był gol zdobyty w 34. minucie meczu 3. kolejki Korona – Lech przez Krzysztofa Kotorowskiego, bramkarza Lecha.
- zawodnicy Górnika Zabrze jako jedyni umieścili piłkę w swojej bramce dwukrotnie w jednym meczu. Jedynie piłkarze Cracovii i Korony nie pokonali własnego bramkarza.

### Mecze
- Meczami z największą liczbą bramek (8) były spotkania:
  - Zagłębie – Pogoń rozegrane 12 maja 2007 (27. kolejka) zakończone wynikiem 6:2 (4:1)
  - Korona – GKS rozegrane 18 maja 2007 (28. kolejka) zakończone wynikiem 5:3 (2:1)
- Meczami zakończonymi najwyższą różnicą bramek (6) były spotkania:
  - 10. kolejki Wisła Kraków – Odra 6:0 (2:0)
  - 16. kolejki GKS Bełchatów – Górnik Łęczna 6:0 (2:0)
- Najczęściej padającym wynikiem meczu były rezultaty 1:0 (0:1) oraz 2:1 (1:2). Zakończyło się nimi po 37 spośród 239 meczów (po 15,48%) rozegranych w ramach 30 kolejek spotkań.

### Drużynowe
- Najwięcej bramek padło w meczach z udziałem GKS Bełchatów. W 30 spotkaniach tej drużyny kibice obejrzeli 95 goli (średnio 3,167 bramki na mecz; 15,3% wszystkich zdobytych w lidze bramek).
- Najmniej bramek padło w meczach z udziałem ŁKS-u. W 30 spotkaniach kibice obejrzeli 61 goli (średnio 2,03 bramki na mecz; 9,82% wszystkich zdobytych w lidze bramek).
- Drużyną bez utraconej bramki najdłużej była Wisła Kraków, której rywale nie zdołali strzelić gola przez cztery kolejki spotkań (1. – 4.)
- Najdłużej bez zdobytej bramki pozostawała Arka, która dopiero w piątej kolejce zdobyła pierwszą bramkę w sezonie.

### Na czele tabeli
- Liderami Orange Ekstraklasy w sezonie 2006/2007 były drużyny:

### Serie
- Najdłuższa seria zwycięstw (7) była dziełem:
  - GKS Bełchatów (12. – 18. kolejka)
  - Odry (22. – 28. kolejka)
- Najdłuższą serię remisów (5) zanotowała drużyna Wisły Kraków (17. – 21. kolejka)
- Najdłuższą serię porażek (9) zanotowała drużyna Pogoni (22. – 30. kolejka)
- Najdłużej niepokonaną drużyną (13 kolejek z rzędu) była ekipa Wisły Kraków (1. – 13. kolejka).
- Niepokonane na własnym boisku były drużyny:
  - Zagłebia
  - Dyskobolii

Ponadto zespół Wisły Kraków na własnym boisku nie przegrał 7 spotkań ligowych z rzędu w sezonie 2006/2007 i łącznie 73 meczów z rzędu (od 16 września 2001), co jest najlepszym wynikiem w historii polskiej i europejskiej piłki nożnej. Rekordową passę Wisły przerwała ekipa GKS-u Bełchatów pokonując wiślaków 11 listopada 2006 w stosunku 2:4 (0:2).
- Najdłuższa seria spotkań bez remisu (15) była dziełem Górnika Łęczna (16. – 30. kolejka).
- Najdłużej drużyną bez zwycięstwa była ekipa Pogoni, która nie wygrała swoich 21 kolejnych meczów ligowych (10. – 30. kolejka).
- Drużyną, która nie utraciła bramki na własnym boisku w 7 kolejnych meczach (13 kolejek) był zespół Wisły Kraków.

### Najbardziej, najmniej obfita w gole
- 2. kolejka spotkań rozegrana w dniach 4–6 sierpnia 2006 była kolejką z najmniejszą liczbą zdobytych bramek. W 8 meczach piłkarze zdołali strzelić 7 bramek (średnio 0,875 bramki na mecz), co jest wynikiem najgorszym od sezonu 1976/77, kiedy to w 10. kolejce (16–17 października 1976) padło tylko 6 bramek w 8 meczach (średnio 0,75 bramki na mecz).
28. kolejka spotkań rozegrana w dniach 18–19 maja oraz 29. kolejka z 22 maja 2007 były kolejkami z największą liczbą bramek. W 8 rozegranych meczach padło 30 goli (średnio 3,75 bramki na mecz).

### Frekwencja
- Meczem, który obejrzała największa liczba widzów było spotkanie Lech – Legia rozegrane 19 maja 2007 (28. kolejka). Na Stadionie Miejskim w Poznaniu zasiadło ok. 26 tys. kibiców.
- Spotkaniem, który obejrzała najmniejsza liczba widzów były mecze:
  - 2. kolejki Górnik Zabrze – Pogoń,
  - 29. kolejki Cracovia – Górnik Łęczna rozegrane bez udziału publiczności.

### Kartki
- Pierwszą czerwoną kartkę w nowym sezonie ujrzał Mariusz Mowlik z Dyskobolii w 90. minucie spotkania Widzew – Dyskobolia rozegranego 28 lipca 2006 (1. kolejka).
- Najszybciej zdobytą czerwoną kartką „poszczycić” się może Piotr Jawny gracz Arki. Ukarany nią został w 5. minucie spotkania 12. kolejki Arka – ŁKS.
- Meczami, w których arbitrzy nie pokazali kartek były spotkania:
  - Wisła Kraków – Odra, rozegrane 14 października 2006 (10. kolejka)
  - Cracovia – Lech, rozegrane 30 marca 2007 (19. kolejka)
  - GKS Bełchatów – Górnik Zabrze, rozegrane 4 maja 2007 (25. kolejka)
  - Legia – Pogoń, rozegrane 6 maja 2007 (25. kolejka)
  - Arka – Górnik Zabrze, rozegrane 19 maja 2007 (28. kolejka)
- Meczem, w którym sędzia pokazał największą liczbę kartek (13) były zawody 19. kolejki Pogoń – Wisła Płock rozegrane 31 marca 2007. Arbiter Robert Małek ukarał w nim zawodników 11 żółtymi i dwiema czerwonymi kartkami – jedną pokazał za dwie żółte, drugą obejrzał zawodnik rezerwowy Pogoni.
- Kolejkami z największą liczbą kartek (49) były:
  - 6. kolejka (46 żółtych, 3 czerwone)
  - 12. kolejka (44 żółte, 5 czerwonych)
- Kolejką z największą liczbą czerwonych kartek (5) była 12. kolejka spotkań.

### Zmiany trenerów
- W 16 zespołach OE w ciągu sezonu dokonano łącznie 21 zmian trenerów:
  - najczęściej miało to miejsce w Wiśle Kraków – czterokrotnie: Petrescu → Moskal → Okuka → Nawałka → Moskal
  - trzy razy w Górniku Zabrze: Motyka → Podedworny → Motyka → Piotrowicz
  - dwukrotnie zmieniano szkoleniowców w:
    - Górniku Łęczna: Kubicki → Płatek → Chrobak
    - Odrze: Fornalik → Bochynek → Zieliński
    - Pogoni: Kuras → Pala → Baniak
    - Wiśle Płock: Csaplár → Cecherz → Jakołcewicz

  - po jednym razie w:
    - Cracovii: Białas → Majewski
    - Dyskobolii: Lička → Skorża
    - Koronie: Wieczorek → Kaliszan
    - Legii: Wdowczyk → Zieliński
    - Zagłębiu: Klejndinst → Michniewicz.

Trenerzy Chojnacki w ŁKSie, Lenczyk w GKS Bełchatów, Probierz w Widzewie, Smuda w Lechu i Stawowy w Arce przepracowali pełny sezon w swoich klubach.
- Pierwszym zwolnionym trenerem sezonu został Dariusz Kubicki, odsunięty od prowadzenia Górnika Łęczna 16 sierpnia 2006, po zaledwie trzech kolejkach meczów OE.
- Jako ostatni posadę utracił Marek Motyka w Górniku Zabrze (20 maja 2007 po 28. kolejce).

## Klasyfikacja medalowa mistrzostw Polski po sezonie
Tabela obejmuje wyłącznie kluby mistrzowskie.
|     | Klub             |    |    |    |
| --- | ---------------- | -- | -- | -- |
| 1.  | Ruch Chorzów     | 14 | 5  | 7  |
| 2.  | Górnik Zabrze    | 14 | 4  | 7  |
| 3.  | Wisła Kraków     | 10 | 12 | 9  |
| 4.  | Legia Warszawa   | 8  | 9  | 11 |
| 5.  | Cracovia         | 5  | 2  | 2  |
| 6.  | Lech Poznań      | 5  | 0  | 3  |
| 7.  | Widzew Łódź      | 4  | 7  | 3  |
| 8.  | Pogoń Lwów       | 4  | 3  | 0  |
| 9.  | Warta Poznań     | 2  | 5  | 7  |
| 10. | Polonia Bytom    | 2  | 4  | 2  |
| 11. | Polonia Warszawa | 2  | 3  | 2  |
| 12. | ŁKS Łódź         | 2  | 1  | 3  |
| 12. | Stal Mielec      | 2  | 1  | 3  |
| 14. | Zagłębie Lubin   | 2  | 1  | 1  |
| 15. | Śląsk Wrocław    | 1  | 2  | 1  |
| 16. | Szombierki Bytom | 1  | 1  | 1  |
| 17. | Garbarnia Kraków | 1  | 1  | 0  |